# 28-я лёгкая пехотная дивизия (вермахт)
28-я Силезская лёгкая пехотная дивизия (нем. 28. Schlesische leichte Infanterie-Division) — тактическое соединение сухопутных войск вооружённых сил нацистской Германии. Принимала участие во Второй мировой войне.

## История формирования
Образована в 1936 году. Участвовала в 1939 году в Польской кампании. В июне 1940 года — на Западе. На 22 июня 1941 года входила в состав 8-го армейского корпуса 9-й армии группы армий «Центр». Вступила в бой северо — западнее Гродно.

### Духовщинская операция

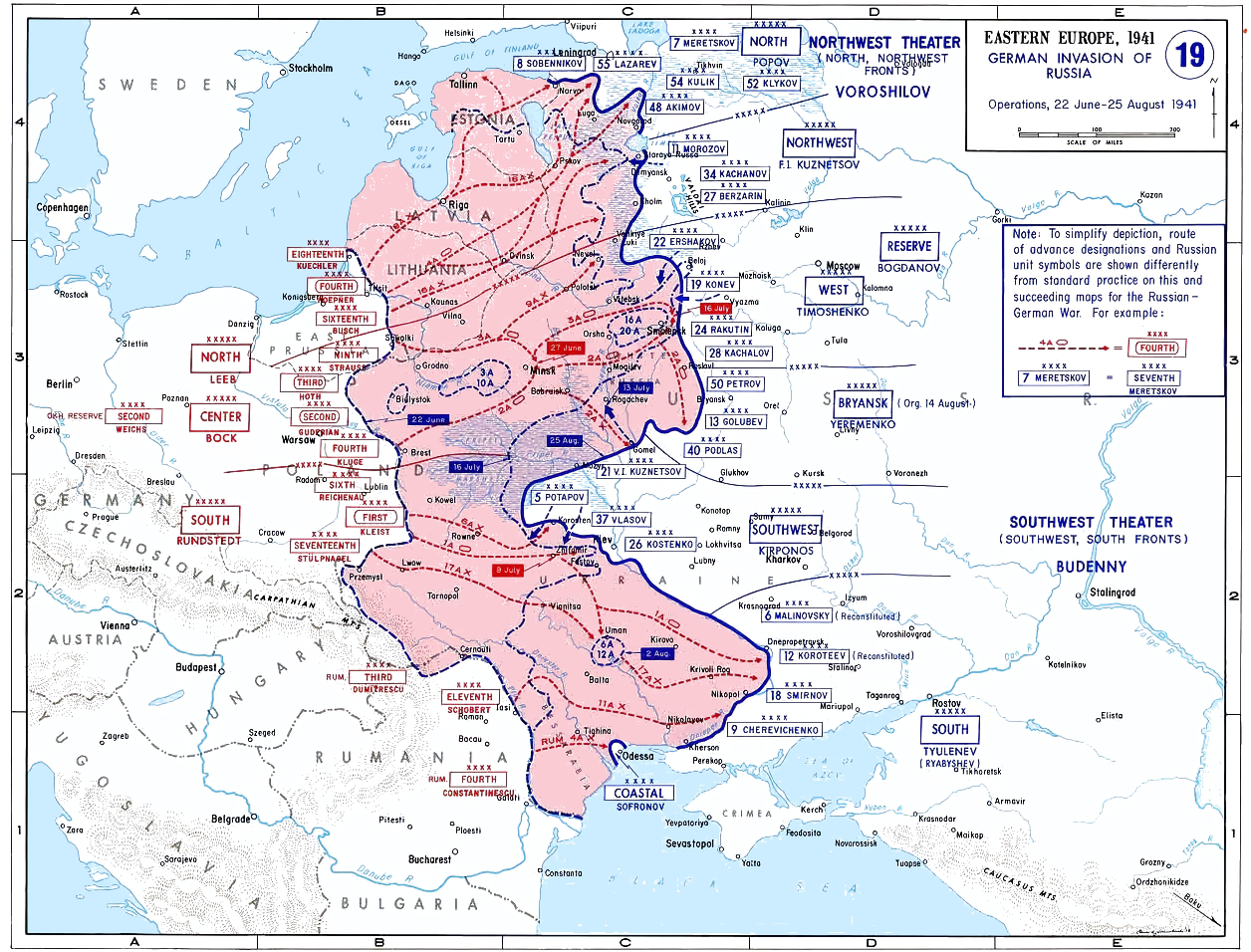
Июль-сентябрь 1941

После потерь в битве за Москву в ноябре была отведена на Запад для отдыха и пополнения. В январе 1942 года преобразована в 28-ю лёгкую пехотную дивизию двухполкового состава.
В феврале 1942 года включена в состав 11-й армии группы армий «Юг» и направлена в Крым. Участвовала в оборонительных боях на Керченском полуострове и в наступлении в ходе операции "Охота на дроф". 1 июля 1942 года переформирована в 28-ю егерскую дивизию. Вместе с 30-м армейским корпусом участвовала в третьем штурме Севастополя, где первоначально наносила отвлекающие удары на селение Камары (ныне Оборонное) и высоту с Итальянским кладбищем. По данным пленного унтер — офицера дивизии в течение 7 — 9 июня через полковые медпункты прошло 1300 раненых.
В дальнейшем вместе с армией была переброшена в группу армий «Север». В августе — сентябре участвовала в боях за Синявино. В конце июня 1944 года была переброшена из Прибалтики под Барановичи, чтобы закрыть брешь в немецкой обороне, образовавшейся в результате проведения Минской наступательной операции. В составе 55-го армейского корпуса 2-й армии отступала на Бяла—Подляску.

## Организация
|  | - до ноября 1941 года — 7-й пехотный полк (Infanterie-Regiment 7) - 49-й пехотный полк (Infanterie-Regiment 49) - 83-й пехотный полк (Infanterie-Regiment 83) - 28-й артиллерийский полк (Artillerie-Regiment 28) - 28-й дивизион АИР (Beobachtungs-Abteilung 28) - 28-й разведывательный батальон (Aufklärungs-Abteilung 28) - 28-й дивизион ПТО (Panzerabwehr-Abteilung 28) - 28-й сапёрный батальон (Pionier-Bataillon 28) - 28-й батальон связи (Nachrichten-Abteilung 28) - 28-й запасной батальон (Feldersatz-Bataillon 28) - войска подчинявшиеся командиру снабжения 28-й пехотной дивизии (Infanterie-Divisions-Nachschubführer 28) |  | - 49-й лёгкий пехотный полк - 83-й лёгкий пехотный полк - 28-й артиллерийский полк - 28-й батальон самокатчиков (Radfahr-Abteilung 28) - 28-й сапёрный батальон - 28-й противотанковый дивизион - 28-й батальон связи - 28-й запасной батальон - войска подчинявшиеся командиру снабжения 28-й пехотной дивизии |

|  | - 49-й егерский полк (Jäger-Regiment 49) - 83-й егерский полк (Jäger-Regiment 83) - 28-й артиллерийский полк, в мае 1944 преобразован в 28-й горный артиллерийский полк - 28-й разведывательный батальон - 28-й сапёрный батальон - 28-й противотанковый дивизион (Panzerjäger-Abteilung 28) - 28-й батальон связи - 28-й запасной батальон - 561-й испытательный батальон(в 43 м на некоторое время был откреплён и приписан к 215-й пехотной дивизии) - войска подчинявшие командиру войск снабжения 28-й пехотной дивизии (Kommandeur der Jäger-Divisions-Nachschubtruppen 28) |

## Командиры дивизии

### 28-я пехотная дивизия
- Генерал пехоты Ганс фон Обстфельдер (6 октября 1936 — 21 мая 1940)
- Генерал артиллерии Йоханн Зиннхубер (21 мая 1940 — 1 декабря 1941)

### 28-я лёгкая пехотная дивизия
- Генерал артиллерии Йоханн Зиннхубер (1 декабря 1941 — 1 мая 1943)
- Генерал пехоты Фридрих Шульц (1 мая 1943 — 25 ноября 1943)
- Генерал-майор Хубертус Ламей (25 ноября 1943 — январь 1944)
- Генерал артиллерии Ганс Шпет (январь 1944 — 28 апреля 1944)
- Генерал-лейтенант Густав Хайстерманн фон Цильберг (28 апреля 1944 — 20 ноября 1944)
- Генерал-майор Эрнст Кёниг (20 ноября 1944 — 12 апреля 1945)
- Полковник Ганс Темпельхофф (12 — 24 апреля 1945)
- Генерал-лейт. Зигфрид Ферхайн (24 апреля — 9 мая 1945)

## Награждённые Рыцарским крестом Железного креста

### Рыцарский Крест Железного креста (43)
- Ганс Йордан, 05.06.1940 — полковник, командир 49-го пехотного полка
- Эрнст-Фридрих Лангенштрасс, 05.06.1940 — обер-лейтенант, командир 2-й роты 28-го сапёрного батальона
- Курт Хоффманн, 08.06.1940 — фельдфебель, командир взвода 3-й роты 28-го сапёрного батальона
- Йоханн Зиннхубер, 05.07.1941 — генерал-лейтенант, командир 28-й пехотной дивизии
- Хартвиг фон Людвигер, 15.07.1941 — оберстлейтенант, командир 83-го пехотного полка
- Йоханнес Шульц, 06.10.1941 — майор, командир 1-го батальона 49-го пехотного полка
- Эренфрид-Оскар Бёге, 22.12.1941 — полковник, командир 7-го пехотного полка
- Эрнст Фрапс, 18.05.1942 — обер-ефрейтор, наводчик 2-й роты 28-го противотанкового артиллерийского дивизиона
- Альфред Дюррвангер, 10.07.1942 — капитан, командир 10-й роты 83-го лёгкого пехотного полка
- Зигфрид Вебер, 30.10.1942 — обер-лейтенант, командир 3-го батальона 49-го лёгкого пехотного полка
- Вальтер Мёзе, 11.03.1943 — обер-егерь, командир взвода 13-й роты 49-го лёгкого пехотного полка
- Герман Раушенбуш, 26.03.1943 — майор, командир 2-го батальона 83-го лёгкого пехотного полка
- Вильгельм фон Залиш, 20.04.1943 — капитан, командир 3-го батальона 49-го лёгкого пехотного полка
- Георг Юра, 28.04.1943 — штабс-фельдфебель, командир 14-й роты 49-го лёгкого пехотного полка
- Генрих Бойгк, 05.05.1943 — обер-егерь, командир отделения 2-й роты 49-го лёгкого пехотного полка
- Йоханнес Деегенер, 22.08.1943 — оберстлейтенант Генерального штаба, командир 49-го лёгкого пехотного полка
- Вернер Флак, 22.08.1943 — обер-лейтенант резерва, командир 12-й роты 49-го лёгкого пехотного полка
- Герхард Гертлер, 18.09.1943 — обер-фельдфебель, командир штабного отделения 7-й роты 83-го лёгкого пехотного полка
- Рихард Херрманн, 16.01.1944 — обер-фельдфебель, командир взвода штабной роты 49-го лёгкого пехотного полка
- Бенно Ройтер, 08.02.1944 — штабс-фельдфебель, командир 7-й роты 49-го лёгкого пехотного полка
- Хубертус Ламей, 12.02.1944 — полковник, командир 28-й лёгкой пехотной дивизии
- Рихард Гомберт, 23.02.1944 — обер-лейтенант резерва, командир 6-й роты 83-го лёгкого пехотного полка
- Хельмут Норманн, 23.02.1944 — обер-лейтенант резерва, командир 1-й роты 83-го лёгкого пехотного полка
- Ганс Шпет, 23.02.1944 — генерал-лейтенант, командир 28-й лёгкой пехотной дивизии
- Курт Херрманн, 26.03.1944 — майор, командир 28-го сапёрного батальона
- Бруно Намисло, 04.05.1944 — обер-фельдфебель, командир взвода 6-й роты 49-го лёгкого пехотного полка
- Герберт Кнаппе, 15.05.1944 — обер-фельдфебель, командир взвода 14-й роты 83-го лёгкого пехотного полка
- Генрих Хомбург, 25.07.1944 — капитан, командир 2-го батальона 83-го лёгкого пехотного полка
- Густав Хайстерманн фон Цильберг, 27.07.1944 — генерал-лейтенант, командир 28-й лёгкой пехотной дивизии
- Ганс Зиглер, 12.08.1944 — егерь, пулемётчик 5-й роты 49-го лёгкого пехотного полка
- Винценц Янски, 12.08.1944 — обер-лейтенант резерва, командир 7-й роты 49-го лёгкого пехотного полка
- Мартин Леске, 19.08.1944 — капитан, командир 1-го батальона 49-го лёгкого пехотного полка
- Курт Винтер, 02.09.1944 — майор, командир 3-го батальона 83-го лёгкого пехотного полка
- Алоиз Лёйшнер, 02.09.1944 — лейтенант, командир сапёрной роты 83-го лёгкого пехотного полка
- Герман Хандке, 28.10.1944 — капитан, заместитель командира 2-го батальона 49-го лёгкого пехотного полка
- Бернхард Кранц, 05.11.1944 — обер-лейтенант резерва, командир 15-й роты 83-го лёгкого пехотного полка
- Рудольф Шир, 14.02.1945 — капитан резерва, командир 3-го батальона 49-го лёгкого пехотного полка
- Руди Кинцингер, 18.02.1945 — обер-лейтенант, командир сапёрной роты 49-го лёгкого пехотного полка
- Вальтер Хюбнер, 18.02.1945 — унтер-офицер, передовой наблюдатель 3-й батареи 28-го артиллерийского полка
- Фриц Шевиор, 18.02.1945 — обер-лейтенант резерва, командир 1028-й противотанковой роты (2-я рота (штурмовых орудий) 28-го противотанкового артиллерийского дивизиона)
- Эрвин Франкенфельд, 23.03.1945 — лейтенант, командир 1-й роты 49-го лёгкого пехотного полка
- Генрих Ветьен, 28.03.1945 — капитан резерва, командир 1-го батальона 49-го лёгкого пехотного полка
- Пауль Штауфенбиль, 17.04.1945 — обер-лейтенант, командир штабной роты 49-го лёгкого пехотного полка

### Рыцарский Крест Железного креста с Дубовыми листьями (6)
- Ганс Йордан (№ 59), 16.01.1942 — полковник, командир 49-го пехотного полка
- Хартвиг фон Людвигер (№ 163), 23.12.1942 — полковник, командир 83-го лёгкого пехотного полка
- Генрих Бойгк (№ 370), 18.01.1944 — фельдфебель, командир взвода 2-й роты 49-го лёгкого пехотного полка
- Вальтер Мёзе (№ 390), 10.02.1944 — фельдфебель, командир взвода 13-й роты 49-го лёгкого пехотного полка
- Вильгельм фон Залиш (№ 533), 27.07.1944 — майор, командир 49-го лёгкого пехотного полка
- Бенно Ройтер (№ 633), 28.10.1944 — штабс-фельдфебель, командир 6-й роты 49-го лёгкого пехотного полка